# アキレス腱

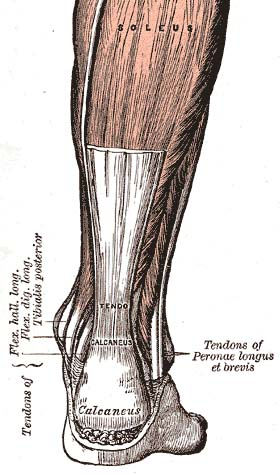
アキレス腱

アキレス腱（アキレスけん、英語: Achilles' tendon、ラテン語: tendinis Achillis）は、踵骨腱（しょうこつけん）とも言い、足にある脹脛(ふくらはぎ)の腓腹筋・ヒラメ筋を踵(かかと)の骨にある踵骨隆起に付着させる腱。
後述の由来から、比喩的に「強者が持つ急所」を指す言葉として用いられることも多い。

## 概要
ヒトのアキレス腱は下腿三頭筋が踵骨に付着した部分で、長さ約15cmの固い索状の人体のなかで最大かつ最も強い腱といわれている。上部ほど太く、下へ行くにしたがって細くなっている。脹脛にある下腿三頭筋のうち、腓腹筋は内側頭と外側頭の二頭に分かれ、上部が大腿骨の下端に接続している一方、下部は腓腹筋の下層にある平目筋と合流して脹脛の半ばでアキレス腱を形成し、踵骨に接続している。
かつては奴隷や捕虜が逃げ出さないよう、アキレス腱を切断した事例もある。かつてアイヌ民族の社会では、姦通や殺人の罪を犯した者はアキレス腱切断の刑に処された。
アキレス腱は歩行や疾走・跳躍などの運動の際、爪先を蹴り出す時に踵を持ち上げたり、着地する足の爪先を地面に踏み込ませるなど重要な機能を果たしている。しかし、力をこめて踏ん張るなど瞬間的に大きな負荷がかかると、炎症やアキレス腱断裂などの外傷を起こすことがある。そのため、運動の前には丹念にアキレス腱を伸ばすストレッチングが推奨されている。また、人体中最大の腱であるにもかかわらず走行する血管が乏しく、一旦痛みが出ると難治性となりやすい。
アキレス腱反射は、脊髄反射のひとつで神経疾患の鑑別に用いられる。特にギラン・バレー症候群や筋萎縮性側索硬化症 (ALS) 、脊髄損傷で有用である。

## 名称の由来
腱の名前はギリシア神話に登場する英雄アキレウスから取られている。
アキレウスはプティア王ペレウスとネレウスの娘テティスの間に生まれた。テティスはわが子を愛してその肉体を不死身にしようと、冥府の川ステュクスにまだ赤子であったアキレウスの全身を浸したが、その時母親がつかんでいた踵だけが水に漬からず、踵の部分のみ生身のままで残った。
アキレウスは長じて人中最大の英雄となり、トロイア戦争で活躍するが、ついにはパリス王子に弱点の踵を弓で射抜かれ、これが原因となって命を落とした。この伝説からアキレス腱は致命的な弱点の代名詞ともなった。

## アキレス腱とスポーツ
- アキレス腱断裂はスポーツ外傷のなかでも代表的なもののひとつである[1]。
- プロレスなどの格闘技で用いられる関節技に、アキレス腱固めがある。
- ウサギ跳びは、かつてこの腱を鍛えるのに有効とされていたが、近年のスポーツ医学では、無理な姿勢で繰り返し強度の負荷を掛けることに対する害が指摘されている。

## 他の動物のアキレス腱
ウシのアキレス腱は、牛筋と称して、各種煮込み料理に利用される。
シカのアキレス腱を干したものは、古来、漢方薬では鹿筋と称して、寒湿の治療に利用された。